# 誰在那邊唱
《誰在那邊唱》（英文：Who Is Singing There）由龍男·以撒克·凡亞思執導，是繼《海洋熱》、《海洋熱2》之後，第三部音樂紀錄片，本片入圍2010年台北電影節最佳紀錄片，由穀得電影發行，並在2011年2月至6月於全台各大校園舉辦放映暨座談。

## 影片內容
《誰在那邊唱》紀錄成軍七年的圖騰樂團在發行第二張專輯《放羊的孩子》前夕，主唱姜盛民（舒米恩）和鼓手阿勝卻堅決要離團；在團員們解決之際，回憶起自2003年連續三年參加海洋音樂祭比賽的總總；全片以「樂團解散」為架構，詮釋台灣獨立樂團成立、表現革命情感和創作的艱苦路程。
|                      | 也許這樣的方式，會受到很多挑戰和質疑，但對我而言，我比較在乎的是我有沒有把所謂『真』的部分和內心的情感呈現出來。我只相信情感的真實。至於呈現出來的畫面是否是真實，我放棄去探討。我相信情感是騙不了人的，不是言語可以形容，或單單僅只於肉眼看到的。 |
| ——龍男·以撒克·凡亞思 | |

本片跳脫導演以往跟拍、訪談的紀錄片形式，在片中安排「退團」的橋段，使用類戲劇、類舞台劇的手法呈現，藉由戲劇喚起「真實的情感」，逼出團員間心中不曾說出的話，效果比傳統紀錄片更真實；而最後使觀眾恍然大悟，困難不在組團，而在退團，經營樂團除了熱血之外，還需要更多對團員之間的包容。

## 專訪與評論
- 《PAR表演藝術》雜誌第261期／龍男·以撒克·凡亞思 拍的是表演，更是生活
- TAIPEI TIMES／Movie review: Who is Singing There 誰在那邊唱 （页面存档备份，存于）
- 紀工報／【國家相簿生產者計劃】深度訪談龍男‧以撒克‧凡亞思 （页面存档备份，存于）
- 原住民族傳播與文化研究中心／都市原住民的思念與認同─龍男·以撒克·凡亞思 （页面存档备份，存于）

## 參展紀錄
- 2009年金馬國際影展觀摩影片
- 2010年台北電影節最佳紀錄片入圍

## 外部連結
- 開眼電影網上《誰在那邊唱》的資料（繁體中文）
- 豆瓣电影上《誰在那邊唱》的資料 （简体中文）